# Veli Merikoski
Veli Kaarlo Merikoski, född 2 januari 1905 i Pyttis, död 28 januari 1982 i Helsingfors, var en finländsk jurist och politiker (Finska folkpartiet). Han var Finlands utrikesminister 1962–1963.
I regeringen Karjalainen I tjänstgjorde Merikoski som utrikesminister från 13 april 1962 till 18 december 1963. Han var partiledare för Finska folkpartiet 1958–1961. Vid Helsingfors universitet tjänstgjorde Merikoski som professor i förvaltningsrätt 1941–1970 och som dekanus vid juridiska fakulteten 1947–1951. Han var kansler för Åbo handelshögskola 1974–1977. År 1980 utnämndes han till hedersdoktor vid Åbo universitet.